# Moldenhawera
Moldenhawera es un género de plantas con flores  perteneciente a la familia Fabaceae. Comprende 19 especies descritas y de estas, solo 13 aceptadas.

## Taxonomía
El género fue descrito por Heinrich Adolph Schrader y publicado en Göttingische gelehrte Anzeigen unter der Augsicht der Königl.... 1: 718. 1802.

## Especies aceptadas
A continuación se brinda un listado de las especies del género Moldenhawera aceptadas hasta febrero de 2015, ordenadas alfabéticamente. Para cada una se indica el nombre binomial seguido del autor, abreviado según las convenciones y usos.	
- Moldenhawera acuminata
- Moldenhawera blanchetiana
- Moldenhawera brasiliensis
- Moldenhawera cupre
- Moldenhawera emarginata
- Moldenhawera floribunda
- Moldenhawera lucida
- Moldenhawera lushnathiana
- Moldenhawera mollis
- Moldenhawera nitida
- Moldenhawera nutans
- Moldenhawera papillanthera
- Moldenhawera polysperma
- Moldenhawera riedelii
- Moldenhawera speciosa